# Anneliese Schröder
Anneliese Schröder (geboren als Anneliese Erne am 17. Januar 1924 in Ulm; gestorben am  3. Dezember 2013 in Recklinghausen) war eine deutsche Kunsthistorikerin und Museumsleiterin.

## Leben
Anneliese Erne wurde am 17. Januar 1924 in Ulm geboren und wuchs in Ludwigshafen auf. Sie ging 1942 nach München, um dort Kunstgeschichte und Archäologie zu studieren. Dies, obwohl sie in ihrem Elternhaus darunter gelitten hatte, Modell für Zeichnungen, Bilder und Skulpturen sitzen zu müssen. Früh besuchte sie mit ihren Eltern Vorträge, Vernissagen und wurde in die Kunsthalle Mannheim mitgenommen. Das geschah nicht immer freiwillig, wie sie später berichtete. Ihr Studium beendete sie in Freiburg und schrieb ihre Dissertation über den griechischen Reiseschriftsteller Pausanias. Ihre mündliche Prüfung fand 1945, kurz vor Einmarsch der Franzosen, während Luftangriffen in einem Luftschutzkeller statt.
Mit ihrem Ehemann, dem Restaurator Felix Schröder, den sie 1946/47 heiratete, kam sie nach dem Krieg nach Recklinghausen. Mit ihm bekam sie drei Kinder. Felix Schröder erkrankte früh schwer und starb bereits 1968, so dass sie neben ihrer Arbeit als Kuratorin sich um ihren kranken Mann kümmern und die Kinder alleine aufziehen musste. Sie arbeitete in Recklinghausen als Kunsthistorikerin zusammen mit dem Künstler und Kulturpolitiker Thomas Grochowiak, der ab 1954 die Leitung der Kunsthalle Recklinghausen innehatte. Grochowiak setzte international beachtete Impulse für einen künstlerischen Aufbruch und organisierte im Auftrag des Auswärtigen Amtes Ausstellungen deutscher Kunst im Ausland und Schröder erarbeitete als Wissenschaftlerin die kunsthistorischen Begleitpublikationen. So entstanden mehr als 300 Ausstellungskataloge. Zudem schrieb sie eine Monografie über Thomas Grochowiak und die Dorstener Künstlerin Tisa von der Schulenburg.
Von 1953 bis 1987 war Schröder in der Leitung der Kunsthalle Recklinghausen und zudem der zwei weiteren städtischen Museen Recklinghausens tätig. Sie übernahm zunächst die Leitung kommissarisch, dann war sie von 1954 bis 1979 die stellvertretende Leiterin und ab 1979 die Direktorin der Museen. Sie blieb auch nach ihrer Pensionierung der Kunst- und Kulturszene Recklinghausens eng verbunden.
Anneliese Schröder kuratierte 1960/61 die Ausstellung Synagoga, in der erstmalig nach dem nationalsozialistischen Pogrom von 1938 jüdische Kunst und jüdisches Kulturgerät ausgestellt wurden, dies zu einer Zeit, als die Aufarbeitung des Holocaust noch nicht begonnen hatte. Die Ausstellung war als „Brückenschlag zur Versöhnung, Verständigung und gegenseitiger Achtung“ zwischen der Bundesrepublik Deutschland und Israel angelegt, als Angebot zur Versöhnung und als Anstoß zur besseren Verständigung zwischen dem Christentum und dem Judentum. Schröder musste sich in das Thema zunächst einarbeiten, da es ihr fremd war, und sie hatte sich mit Problemen auseinanderzusetzen, die durch das Wiedererstarken des Antisemitismus in der Bundesrepublik entstanden. So gab es Schmierereien an Synagogen in der Planungszeit und sie benötigte viel Fingerspitzengefühl, um Zusagen von Leihgebern und Leihgeberinnen zu erhalten.
Zu ihrem Wirken in Recklinghausen gehörte der Ankauf der Plastik Die große Liegende Nr. V von Henry Moore, die vor dem Festspielhaus aufgestellt wurde, die Gründung des Ikonen-Museums Recklinghausen und der Aufbau der Sammlung für Naive Kunst.
Anneliese Schröder starb am 3. Dezember 2013 in Recklinghausen im Alter von 89 Jahren.

## Auszeichnungen
- Im Dezember 1989 wurde Anneliese Schröder mit dem Vestischen Kunstpreis geehrt.[1]
- Das Bundesverdienstkreuz wurde ihr für ihre Verdienste um Kunst und Kultur im August 2012 verliehen.[1]
- Im Jahr 2025 wurde ihr ein FrauenOrt NRW gewidmet.[4] Er befindet sich in den Räumen des Instituts für Stadtgeschichte Recklinghausen.[5][6]